# Johan Herman Bavinck
Johan Herman Bavinck (Rotterdam, 22 november 1895 - 23 juni 1964) was een Nederlandse theoloog, predikant, zendeling en hoogleraar.

## Levensloop
Bavinck werd geboren als de tweede zoon van de predikant Coenraad Bernardus Bavinck. Hij volgde het Marnix Gymnasium in zijn geboortstad, om vervolgens aan de Vrije Universiteit te Amsterdam theologie te studeren. Na zijn kandidaatsexamen vertrok hij naar Duitsland (zijn voorgeslacht kwam uit Bentheim), om in Gießen en Erlangen verder te studeren. In Erlangen promoveerde hij in 1919 op een psychologische studie over de mystiek. 
In 1920 begon hij zijn werk als predikant van de Gereformeerde Kerk te Medan, Indonesië, om het volgende jaar predikant te Bandoeng te worden. Beide kerken richtten zich op de Nederlandse bevolking. In 1922 trouwde hij met Tine Robers. Tijdens een verlof in Nederland besluit hij om in Nederland te blijven en in 1927 wordt hij predikant in Heemstede. In januari 1930 vertrok hij, na maandenlange voorbereiding, weer naar Indonesië, ditmaal als predikant in dienst van de zending. Hij vestigde zich in Solo. Van 1934 tot 1939 was hij docent aan de Opleidingsschool voor Javaanse predikanten te Jogjakarta. 
Terug in Nederland werd hij in 1939 hoogleraar aan de Vrije Universiteit te Amsterdam. Ook was hij van 1939 tot 1954 zendelingshoogleraar aan de Theologische Hogeschool te Kampen. In 1954 werd hij benoemd tot hoogleraar voor de ambtelijke vakken aan de Vrije Universiteit te Amsterdam. Deze benoeming betekende zijn afscheid van zijn taak in Kampen. 

## Invloed
Sinds zijn overlijden in 1964 blijkt zijn invloed, vooral op het gebied van de zending, nog steeds van belang te zijn. Zo promoveerde Paul Visser in 1997 op een onderzoek naar de verhouding tussen religieus besef en christelijk geloof, een studie over de missionaire theologie van Bavinck. Bavinck was zijn tijd onder andere door de publicatie van zijn boek De Bijbel, Het boek der ontmoetingen (Wageningen, N.V. Gebr. Zomer & Keuning) ver vooruit als pleitbezorger voor wat later als relationele hermeneutiek benoemd werd. Op deze basis werkt Areopagus, een centrum voor contextuele en missionaire prediking, onderdeel van de IZB, een vereniging voor zending in Nederland. 

## Familie
Zijn vader Coenraad Bernardus Bavinck (1866-1941) en zijn grootvader Jan Bavinck (1826-1909) waren beiden predikant, evenals zijn broer Coenraad Bernardus Bavinck (1907-1989). Zijn oom Herman Bavinck (1854-1921) was predikant en hoogleraar aan de Theologische Hogeschool te Kampen en de Vrije Universiteit te Amsterdam. Zijn kinderen zijn Ben, Koert en Ineke.

## Publicaties
- Der Einfluss des Gefuhls auf das Assoziationsleben bei Heinrich von Suso (Erlangen 1919).
- Inleiding in de zielkunde (Kok, Kampen 1926).

- Levensvragen (Colportage-boekhandel Magelang 1927)
- Persoonlijkheid en wereldbeschouwing (Kok, Kampen 1928).
- Levensvragen (Kok, Kampen 1929) / Tweede vermeerderde druk onder de titel "Het raadsel van ons leven" (1940); vijfde druk Voorhoeve, Den Haag 1982).
- Christus en de mystiek van het oosten (Kok, Kampen 1934).
- Mensen rondom Jezus (Kok, Kampen 1936).
- De boodschap van Christus en de niet-christelijke religies. Een analyse en beoordeling van het boek van dr. Kraemer: The Christian message in a non-Christian world (Kok, Kampen 1940).
- Alzoo wies het Woord: een studie over den voortgang van het evangelie in de dagen van Paulus (Bosch & Keuning, Baarn 1941).
- The impact of Christianity on the non-christian world (Eerdmans, Grand Rapids 1948).
- Religieus besef en het christelijk geloof (Kok, Kampen 1949).
- En voort wentelen de eeuwen. Gedachten over het boek der Openbaring van Johannes (Zomer & Keuning, Wageningen 1952).
- Inleiding in de zendingswetenschap (Kok, Kampen 1954).
- Het rassenvraagstuk probleem van wereldformaat (Kok, Kampen 1956).
- Ik geloof in de Heilige Geest (Voorhoeve, Den Haag 1963).
- The church between temple and mosque (Eerdmans, Grand Rapids 1966).